# Comtés du Commonwealth du Massachusetts
Le Commonwealth du Massachusetts, un des 50 États des États-Unis, est divisé en 14 comtés (counties).
| Comté      | Date de création | Superficie totale (en km²) | Superficie terrestre (en km²) | Population (2000) | Pop./km² | Siège                  |
| ---------- | ---------------- | -------------------------- | ----------------------------- | ----------------- | -------- | ---------------------- |
| Barnstable | 1685             | 3 382                      | 1 024                         | 222 230           | 217,02   | Barnstable             |
| Berkshire  | 1685             | 2 451                      | 2 412                         | 134 953           | 55,95    | Pittsfield             |
| Bristol    | 1685             | 1 790                      | 1 440                         | 534 678           | 371,30   | Taunton                |
| Dukes      | 1681             | 1 272                      | 269                           | 29 467            | 55,71    | Edgartown              |
| Essex      | 1643             | 2 146                      | 1 297                         | 723 419           | 557,76   | Salem et Lawrence      |
| Franklin   | 1811             | 1 877                      | 1 818                         | 71 535            | 39,35    | Greenfield             |
| Hampden    | 1812             | 1 634                      | 1 602                         | 456 228           | 284,79   | Springfield            |
| Hampshire  | 1662             | 1 413                      | 1 370                         | 152 251           | 111,12   | Northampton            |
| Middlesex  | 1643             | 2 195                      | 2 133                         | 1 465 396         | 687,01   | Cambridge et Lowell    |
| Nantucket  | 1641             | 272,6                      | 123,8                         | 10 531            | 85,06    | Nantucket              |
| Norfolk    | 1685             | 1 150                      | 1 035                         | 650 308           | 628,32   | Dedham                 |
| Plymouth   | 1685             | 2 832                      | 1 712                         | 472 822           | 276,18   | Plymouth et Brockton   |
| Suffolk    | 1643             | 311                        | 152                           | 686 807           | 4531,62  | Boston                 |
| Worcester  | 1731             | 4 090                      | 3 919                         | 750 963           | 191,62   | Worcester et Fitchburg |